# Álvaro Mesén
Álvaro Mesén Murillo (1972. december 24. –) Costa Rica-i válogatott labdarúgó.

## Pályafutása
Álvaro Mesén 1993. március 6-án debütált a Costa Rica-i labdarúgó-bajnokságban az A.D Carmelita színeiben, ahol összesen 207 mérkőzést játszott. Az 1999-2000-es szezonban kapus létére gólt szerzett büntetőből.
A Costa Rica-i válogatottban 1999 novemberében mutatkozott be egy Szlovákia elleni barátságos mérkőzésen. A válogatottban összesen 38 mérkőzésen játszott, 2008-ig. A nemzeti válogatott kerettagja volt a 2002-es és a 2006-os labdarúgó-világbajnokságon, ám nem lépett pályára egyik mérkőzésen sem.
2010-ben vonult vissza a profi labdarúgástól. 